# William F. Cody
William Francis Cody (* 1916 in Dayton, Ohio; † 1978 in Palm Springs, Kalifornien) war ein US-amerikanischer Architekt, der zu den Architekten des Mid-century modern-Stils gezählt wird.

## Leben
Cody wuchs in Los Angeles auf und studierte an der University of Southern California. Bereits als Student arbeitete er für Cliff May. Nach seinem Abschluss machte er praktische Erfahrungen bei verschiedenen kalifornischen Architekturbüros. Da er an Asthma litt, ging er 1946 in die Wüstenstadt Palm Springs und begann dort als angestellter Architekt im dortigen Desert Inn Hotel. 
Cody erlitt 1973 einen Schlaganfall. Er verstarb 1978. Seine Werke sind heute Teil einer Architekturführung zu Bauten der 1950 und 1960er Jahre in Palm Springs und Umgebung. Eines seiner Häuser, das Willian Cody 1955, wird heute an Gäste vermietet.

## Bauten
1946 plante Cody das Del Marcos Hotel in Palm Springs, das 1947 fertiggestellt wurde und später von Julius Shulman fotografiert wurde. 1950 baute er für sich und seine Familie ein eigenes Haus, 1952 folgte das Horizon Hotel und das Perlberg House in Palm Springs. Seine Entwürfe aus dem Jahre 1953 für mehrere Clubhäuser wie den Thunderbird Country Club, den El Dorado Country Club und den Tamarisk Country Club in der Nachbargemeinde Rancho Mirage trugen zu seiner Bekanntheit bei. Er entwarf in den Folgejahren in Palm Springs eine Anzahl von Privathäusern wie 1961 das Shamel House, 1962 das James Logan Abernathy House und 1967 die Stanley Goldberg Residence. Cody ist auch der Architekt der katholischen St. Theresa Parish Church aus dem Jahre 1968 und des 1975 gebauten Palm Springs Library Center, war jedoch auch der Architekt für Tankstellen, Büros, Einkaufszentren und andere Projekte.

## Ausstellungen
- 2016: Fast Forward: The Architecture of William F. Cody, A+D Museum, Los Angeles.[2]